# 19a etapa del Tour de França 2008

Perfil de la 19a etapa del Tour de França 2008

La 19a etapa del Tour de França 2008 es va córrer el divendres 25 de juliol, entre Roanne i Montluçon, amb un recorregut de 165,5 quilòmetres.

## Perfil de l'etapa
La 19a etapa del Tour de França 2008 condueix els ciclistes des de Roanne, al departament del Loira, fins a Montluçon, al departament de l'Alier, a l'Alvèrnia, amb un recorregut de 165,5 km.
La primera part de l'etapa discorre per terrenys ondulats, típics del centre de França, trobant en ella les dues dificultats muntanyoses del dia: el Coll de la Croix-du-Sud (3a categoria, km 17,5) que dona pas al departament de l'Alier; i la Cota de la Croix-Rouge (4a categoria, km 42).
Un cop superada aquesta segona dificultat el recorregut es torna més planer. Poc després de l'avituallament de Saint-Pourcain-sur-Sioule hi ha el primer esprint intermedi de la jornada: Chantelle (km 102,5). A partir d'aquest punt el recorregut torna a ondular-se, però sense passar per cap dificultat puntuable. Durant uns breus kilòmetres la cursa passarà pel departament del Puèi Domat, abans de tornar al departament de l'Alier per afrontar el segon dels esprints intermedis, a Commentry, quan tan sols falten 20 km per a l'arribada final a Montluçon.

## Desenvolupament de l'etapa
Els primers moments de l'etapa venen marcats per la no sortida de l'italià Damiano Cunego a conseqüència de les ferides sofertes en la caiguda patida el dia abans.
L'etapa, com les precedents, és molt moguda des d'un bon començament, amb atacs constants en busca de l'escapada del dia. Aquest fort ritme fa que un grup format per Fabian Wegmann, Romain Feillu i Joan Antoni Flecha perdin contacte amb el gran grup al km 10, sense que puguin reintegrar-s'hi en tota l'etapa.
Per davant, al km 16, es forma un grup de quatre homes: Stefan Schumacher, Egoi Martínez, Alessandro Ballan i Pierrick Fédrigo; que a poc a poc van augmentant les diferències, però sense que mai superin el minut i cinc segons respecte al gran grup. Els quatre seran agafats al km 69. Nou kilòmetres més endavant Sylvain Chavanel ataca, i Jérémy Roy aconsegueix enllaçar amb ell. Els dos aniran augmentant les diferències fins a tenir més de 5', diferència que minvarà una mica en els km finals. La victòria se la disputaran a l'esprint els dos escapats, sent al final per a Chavanel. A més d'un minut arribarà el gran grup, encapçalat per Gerald Ciolek. Óscar Freire aconseguirà els punts necessaris per assegurar-la victòria final en la classificació per punts.
Fabian Wegmann, Romain Feillu i Joan Antoni Flecha arriben finalment fora de control.

## Esprints intermedis
- 1r esprint intermedi. Chantelle (km 102,5)

| 1r | Sylvain Chavanel | 6 pts |
| 2n | Jérémy Roy       | 4 pts |
| 3r | Erik Zabel       | 2 pts |

- 2n esprint intermedi. Commentry (km 143,5)

| 1r | Jérémy Roy       | 6 pts |
| 2n | Sylvain Chavanel | 4 pts |
| 3r | Giampaolo Cheula | 2 pts |

## Ports de muntanya
- Coll de la Croix-du-Sud. 3a categoria (km 17,5)

| 1r | Stefan Schumacher | 4 pts |
| 2n | Pierrick Fédrigo  | 3 pts |
| 3r | Alessandro Ballan | 2 pts |
| 4t | Egoi Martínez     | 1 pt  |

- Cota de la Croix-Rouge. 4a categoria (km 42)

| 1r | Stefan Schumacher | 3 pts |
| 2n | Pierrick Fédrigo  | 2 pts |
| 3r | Alessandro Ballan | 1 pt  |

## Classificació de l'etapa
| Pos. | Ciclista          | Equip           | Temps       |
| ---- | ----------------- | --------------- | ----------- |
| 1.   | Sylvain Chavanel  | Cofidis         | 3 h 37' 09" |
| 2.   | Jérémy Roy        | FDJ             | m. t.       |
| 3.   | Gerald Ciolek     | Columbia        | + 1' 13"    |
| 4.   | Erik Zabel        | Team Milram     | m. t.       |
| 5.   | Heinrich Haussler | Gerolsteiner    | m. t.       |
| 6.   | Leonardo Duque    | Cofidis         | m. t.       |
| 7.   | Filippo Pozzato   | Liquigas        | m. t.       |
| 8.   | Thor Hushovd      | Crédit Agricole | m. t.       |
| 9.   | Robert Förster    | Gerolsteiner    | m. t.       |
| 10.  | Julian Dean       | Garmin Chipotle | m. t.       |

## Classificació general
| Pos. | Ciclista              | Equip             | Temps       |
| ---- | --------------------- | ----------------- | ----------- |
| 1.   | Carlos Sastre         | CSC-Saxo Bank     | 82h 54' 36" |
| 2.   | Fränk Schleck         | CSC-Saxo Bank     | + 01' 24"   |
| 3.   | Bernhard Kohl         | Gerolsteiner      | + 01' 33"   |
| 4.   | Cadel Evans           | Silence-Lotto     | + 01' 34"   |
| 5.   | Denís Ménxov          | Rabobank ProTeam  | + 02' 39"   |
| 6.   | Christian Vande Velde | Garmin Chipotle   | + 04' 41"   |
| 7.   | Alejandro Valverde    | Caisse d'Epargne  | + 05' 35"   |
| 8.   | Samuel Sánchez        | Euskaltel-Euskadi | + 05' 52"   |
| 9.   | Tadej Valjavec        | AG2R Prévoyance   | + 08' 10"   |
| 10.  | Vladímir Iefimkin     | AG2R Prévoyance   | + 08' 24"   |

## Classificacions annexes

### Classificació per punts
| Classificació per punts | Total   |
| ----------------------- | ------- |
| Óscar Freire            | 244 pts |
| Erik Zabel              | 202 pts |
| Thor Hushovd            | 198 pts |

### Classificació de la muntanya
| Classificació de la muntanya | Total   |
| ---------------------------- | ------- |
| Bernhard Kohl                | 125 pts |
| Carlos Sastre                | 80 pts  |
| Fränk Schleck                | 80 pts  |

### Classificació del millor jove
| Classificació del millor jove | Total       |
| ----------------------------- | ----------- |
| Andy Schleck                  | 83h 04' 40" |
| Roman Kreuziger               | + 1' 58"    |
| Vincenzo Nibali               | + 15' 35"   |

### Classificació per equips
| Classificació per equips | Total         |
| ------------------------ | ------------- |
| CSC-Saxo Bank            | 248h 37' 12"  |
| AG2R Prévoyance          | + 9' 27"      |
| Rabobank ProTeam         | + 1 h 01' 17" |

### Combativitat
Sylvain Chavanel (Cofidis)

## Abandonaments
Damiano Cunego, no surt (Lampre).
 Christophe Brandt, abandona (Silence-Lotto).
 Romain Feillu, fora de control (Agritubel).
 Joan Antoni Flecha, fora de control (Rabobank ProTeam).
 Fabian Wegmann, fora de control (Gerolsteiner).